# Angelo Scola

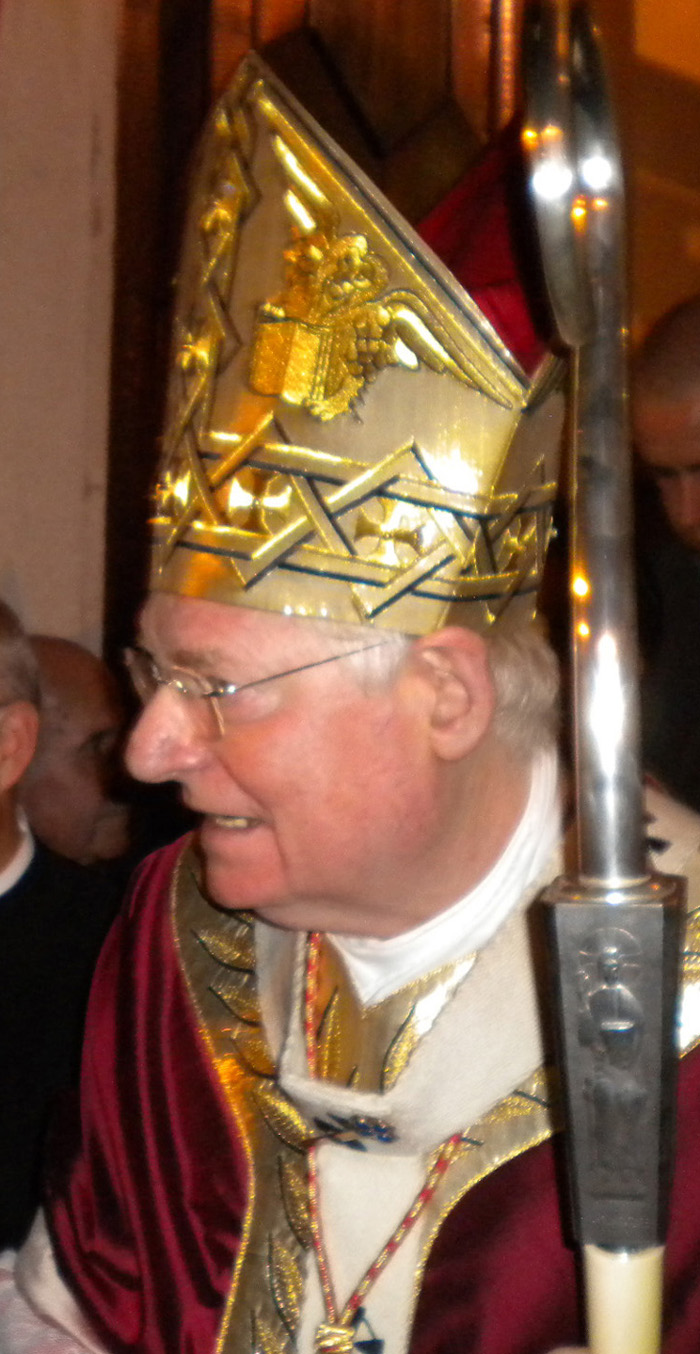
El Cardenal Scola, a Cassano Magnago, el 22 de setembre de 2012.

Angelo Scola (Malgrate, Llombardia, Itàlia, 7 de novembre de 1941) és un bisbe i cardenal italià.

## Biografia
Feu els estudis primaris i secundaris a Lecco. El 1959 ingressà a la Università Cattolica del Sacro Cuore de Milà, on el 1964 es llicencià en lletres. S'hi distingí com a membre d'Acció Catòlica i president de la branca milanesa del sindicat estudiantil FUCI (Federació d'Universitaris Catòlics Italians). El 1967 s'hi doctorà en filosofia i, tot seguit, començà els estudis eclesiàstics al seminari de Saronno, per passar més tard al de Venegono. El 18 de juliol de 1970 fou ordenat sacerdot a Teramo. Prosseguí els estudis a Múnic, a París i a Friburg (Suïssa). En la universitat d'aquesta darrera ciutat es doctorà en teologia el 1979; i, tot seguit, hi esdevingué investigador de filosofia política i, més tard, professor ajudant de teologia moral fonamental. El 1982 passà a Roma, on el nomenaren professor d'antropologia teològica i més tard, de cristologia contemporània de la Pontificia Università Lateranense.
Mentrestant, havia esdevingut un estret col·laborador del moviment Comunione e Liberazione, de la revista del qual, Communio, fou membre del comitè executiu. Establí estrets contactes amb els teòlegs progressistes Henri de Lubac i Hans Urs von Balthasar. També fou director de l'Istituto di Studi per la Transizione (ISTRA) de Milà, vinculat a aquell moviment. Del 1986 al 1991 fou consultor de la Congregació per la Doctrina de la Fe, consultor i després membre del Consell Pontifici per als Operadors Sanitaris i membre de la Congregació per al Clergat.
El 21 de setembre de 1991 fou consagrat bisbe de Grosseto, càrrec del qual dimití el 1995, quan fou elegit rector magnífic de la Pontificia Università Lateranense i president de l'Institut Joan Pau II d'Estudis sobre el Matrimoni i la Família. Aquells anys publicà nombrosos llibres i treballs sobre pastoral sanitària, antropologia teològica i qüestions matrimonials.
El 5 de gener de 2002, el papa Joan Pau II el nomenà patriarca de Venècia i l'any següent el creà cardenal del títol de Ss. XII Apostoli. En aquesta condició participà en el conclave del 2005, que elegí papa Benet XVI, el qual el 27 de juny de 2011 el nomenà arquebisbe de Milà.